# 500 kilomètres de Mine 1992
Les 500 kilomètres de Mine 1992 (officiellement appelé les 1992 Inter-Challenge Cup 500 km in Mine), disputées le 1er novembre 1992 sur le circuit de Mine, ont été la sixième et dernière manche du Championnat du Japon de sport-prototypes 1992.

## La course

### Classement de la course
Voici le classement officiel au terme de la course,.
- Les premiers de chaque catégorie du championnat du monde sont signalés par un fond jaune.
- Pour la colonne Pneus, il faut passer le curseur au-dessus du modèle pour connaître le manufacturier de pneumatiques.
- Les voitures ne réussissant pas à parcourir 75% de la distance du gagnant sont non classées (NC).

| Pos  | Classe | no | Écurie                     | Pilotes                                        | Châssis                      | Pneus | Tours | Temps               |
| Pos  | Classe | no | Écurie                     | Pilotes                                        | Moteur                       | Pneus | Tours | Temps               |
| ---- | ------ | -- | -------------------------- | ---------------------------------------------- | ---------------------------- | ----- | ----- | ------------------- |
| 1    | C      | 36 | Toyota Team TOM'S          | Geoff Lees Jan Lammers                         | Toyota TS010                 | G     | 155   | 3 h 49 min 02 s 518 |
| 1    | C      | 36 | Toyota Team TOM'S          | Geoff Lees Jan Lammers                         | Toyota RV10 3,5 l V10 Atmo   | G     | 155   | 3 h 49 min 02 s 518 |
| 2    | C1     | 1  | Nissan Motorsport          | Kazuyoshi Hoshino Takao Wada                   | Nissan R92CP                 | B     | 155   | + 10 s 486          |
| 2    | C1     | 1  | Nissan Motorsport          | Kazuyoshi Hoshino Takao Wada                   | Nissan VHR35Z 3,5 l V8 Turbo | B     | 155   | + 10 s 486          |
| 3    | C1     | 27 | FromA Racing               | Mauro Martini Heinz-Harald Frentzen            | Nissan R91CK                 | B     | 155   | + 30 s 833          |
| 3    | C1     | 27 | FromA Racing               | Mauro Martini Heinz-Harald Frentzen            | Nissan VHR35Z 3,5 l V8 Turbo | B     | 155   | + 30 s 833          |
| 4    | C      | 7  | Toyota Team TOM'S          | Eddie Irvine Tom Kristensen Jacques Villeneuve | Toyota TS010                 | G     | 154   | + 1 tour            |
| 4    | C      | 7  | Toyota Team TOM'S          | Eddie Irvine Tom Kristensen Jacques Villeneuve | Toyota RV10 3,5 l V10 Atmo   | G     | 154   | + 1 tour            |
| 5    | C1     | 8  | Toyota Team TOM'S          | Pierre-Henri Raphanel Masanori Sekiya          | Toyota 92C-V                 | B     | 152   | + 3 tours           |
| 5    | C1     | 8  | Toyota Team TOM'S          | Pierre-Henri Raphanel Masanori Sekiya          | Toyota R36V 3,6 l V8 Turbo   | B     | 152   | + 3 tours           |
| 6    | C1     | 24 | Nissan Motorsport          | Masahiro Hasemi Masahiko Kageyama              | Nissan R92CP                 | B     | 152   | + 3 tours           |
| 6    | C1     | 24 | Nissan Motorsport          | Masahiro Hasemi Masahiko Kageyama              | Nissan VHR35Z 3,5 l V8 Turbo | B     | 152   | + 3 tours           |
| 7    | C1     | 99 | Trust Racing Team          | Maurizio Sandro Sala Steven Andskär            | Toyota 92C-V                 | D     | 149   | + 6 tours           |
| 7    | C1     | 99 | Trust Racing Team          | Maurizio Sandro Sala Steven Andskär            | Toyota R36V 3,6 l V8 Turbo   | D     | 149   | + 6 tours           |
| 8    | C1     | 39 | Kitz Racing Team with SARD | Roland Ratzenberger Eje Elgh                   | Toyota 92C-V                 | B     | 147   | + 8 tours           |
| 8    | C1     | 39 | Kitz Racing Team with SARD | Roland Ratzenberger Eje Elgh                   | Toyota R36V 3,6 l V8 Turbo   | B     | 147   | + 8 tours           |
| 9    | C      | 5  | Mazdaspeed                 | Takashi Yorino Yojiro Terada                   | Mazda MXR-01                 | D     | 145   | + 10 tours          |
| 9    | C      | 5  | Mazdaspeed                 | Takashi Yorino Yojiro Terada                   | Judd MV10 3,5 l V10 Atmo     | D     | 145   | + 10 tours          |
| 10   | C      | 23 | Nissan Motorsport          | Toshio Suzuki Jeff Krosnoff                    | Nissan NP35                  | G     | 130   | + 25 tours          |
| 10   | C      | 23 | Nissan Motorsport          | Toshio Suzuki Jeff Krosnoff                    | Nissan VRT35 3,5 l V10 Atmo  | G     | 130   | + 25 tours          |
| Abd. | C1     | 61 | Team Take One              | Hideki Okada Thomas Danielsson (en)            | Nissan R91CP                 | D     | 39    | Tranmission         |
| Abd. | C1     | 61 | Team Take One              | Hideki Okada Thomas Danielsson (en)            | Nissan VHR35Z 3,5 l V8 Turbo | D     | 39    | Tranmission         |

## Pole position et record du tour
- Pole position :  Kazuyoshi Hoshino (#1 Nissan Motorsport) en 1 min 13 s 160
- Meilleur tour en course :  Geoff Lees (#36 Toyota Team Tom’s) en 1 min 17 s 615

## À noter
- Longueur du circuit : 3,239 km
- Distance parcourue par les vainqueurs : 502,042 km